# Nuoto ai Giochi della XXIX Olimpiade - 100 metri rana maschili

## Record
Prima di questa competizione, il record del mondo (WR) e il record olimpico (OR) erano i seguenti.
|  | 59"13   | Brendan Hansen Stati Uniti | 1º agosto 2006 Irvine, Stati Uniti |
|  | 1'00"81 | Brendan Hansen Stati Uniti | 14 agosto 2004 Atene, Grecia       |

Durante l'evento sono stati migliorati i seguenti record:
| Data      | Evento        | Atleta             | Nazione  | Tempo | Record |
| --------- | ------------- | ------------------ | -------- | ----- | ------ |
| 9 agosto  | 7ª batteria   | Alexander Dale Oen | Norvegia | 59"41 |        |
| 10 agosto | 2° semifinale | Alexander Dale Oen | Norvegia | 59"16 |        |
| 11 agosto | Finale        | Kōsuke Kitajima    | Giappone | 58"91 |        |

## Batterie
Si sono svolte 4 batterie di qualificazione. I primi 8 atleti si sono qualificati direttamente per la finale.
- Sabato 9 agosto, ore 20:20-20:50

| Pos  | Atleta                    | Tempo   | Batteria | Corsia | Note    |
| ---- | ------------------------- | ------- | -------- | ------ | ------- |
| 1    | Alexander Dale Oen        | 0:59.41 | 7        | 4      | Q2 (OR) |
| 2    | Kōsuke Kitajima           | 0:59.52 | 8        | 4      | Q1      |
| 3    | Hugues Duboscq            | 0:59.67 | 9        | 5      | Q2      |
| 4    | Brenton Rickard           | 0:59.89 | 7        | 5      | Q1 (OC) |
| 5    | Cameron van der Burgh     | 0:59.96 | 7        | 7      | Q2 (AF) |
| 6    | Giedrius Titenis          | 1:00.11 | 9        | 7      | Q1      |
| 7    | Roman Sludnov             | 1:00.20 | 9        | 3      | Q2      |
| 8    | Igor Borysik              | 1:00.31 | 8        | 2      | Q1      |
| 9    | Damir Dugonjič            | 1:00.35 | 6        | 3      | Q2      |
| .10. | Christian Sprenger        | 1:00.36 | 7        | 3      | Q1      |
| 10.  | Brendan Hansen            | 1:00.65 | 9        | 4      | Q2      |
| 12   | Oleg Lisogor              | 1:00.65 | 7        | 6      | Q1      |
| 13   | Yuta Suenaga              | 1:00.67 | 9        | 2      | Q2      |
| 14   | Mihail Aleksandrov        | 1:00.69 | 8        | 7      | Q1      |
| 15   | Chris Cook                | 1:00.70 | 8        | 5      | Q2      |
| 16   | Mark Gangloff             | 1:00.71 | 8        | 3      | Q1      |
| 17   | Vladislav Polyakov        | 1:00.80 | 6        | 5      |         |
| 18   | Istvan Hunor Mate         | 1:00.93 | 4        | 4      |         |
| 19   | Richard Bodor             | 1:00.97 | 8        | 8      |         |
| .20. | Mike Andrew Brown         | 1:00.98 | 5        | 5      |         |
| .20. | Glenn Snyders             | 1:00.98 | 8        | 6      |         |
| 22   | Felipe França             | 1:01.04 | 7        | 1      |         |
| 23   | Henrique Barbosa          | 1:01.11 | 7        | 2      |         |
| .24. | Matjaz Markic             | 1:01.31 | 6        | 7      |         |
| .24. | Dániel Gyurta             | 1:01.31 | 7        | 8      |         |
| 26   | Thijs van Valkengoed      | 1:01.32 | 9        | 8      |         |
| 27   | Kristopher Gilchrist      | 1:01.34 | 9        | 1      |         |
| 28   | Mathieu Bois              | 1:01.45 | 6        | 1      |         |
| 29   | Jiri Jedlicka             | 1:01.56 | 6        | 6      |         |
| 30   | Andrew Bree               | 1:01.76 | 5        | 2      |         |
| .31. | Valentin Preda            | 1:01.77 | 5        | 1      |         |
| .31. | Jonas Andersson           | 1:01.77 | 5        | 3      |         |
| 33   | Daniel Velez              | 1:01.80 | 3        | 1      |         |
| 34   | Dmitrij Komornikov        | 1:01.82 | 8        | 1      |         |
| .35. | Yevgeniy Ryzhkov          | 1:01.83 | 5        | 4      |         |
| .35. | Borja Iradier             | 1:01.83 | 6        | 4      |         |
| 37   | Melguiades Alvarez        | 1:01.89 | 6        | 2      |         |
| 38   | Sandeep Sejwal            | 1:02.19 | 3        | 2      |         |
| 39   | Demir Atasoy              | 1:02.25 | 4        | 5      |         |
| 40   | Caba Siladji              | 1:02.31 | 4        | 2      |         |
| 41   | Genaro Prono              | 1:02.32 | 3        | 3      |         |
| .42. | Tom Beeri                 | 1:02.42 | 4        | 7      |         |
| .42. | Vanja Rogulj              | 1:02.42 | 5        | 6      |         |
| 44   | Sofiane Daid              | 1:02.45 | 5        | 7      |         |
| 45   | Martti Aljand             | 1:02.46 | 4        | 6      |         |
| 46   | Xue Ruipeng               | 1:02.48 | 4        | 8      |         |
| 47   | Jakob Jóhann Sveinsson    | 1:02.50 | 4        | 3      |         |
| 48   | Malick Fall               | 1:02.51 | 3        | 6      |         |
| 49   | Viktar Vabishchevich      | 1:03.29 | 5        | 8      |         |
| 50   | Romanos Iasonas Alyfantis | 1:03.39 | 9        | 6      |         |

## Semifinali
- Domenica 10 agosto, ore 11:00-11:10

### Semifinale 1
| Pos | Corsia | Atleta             | Tempo   | Note |
| --- | ------ | ------------------ | ------- | ---- |
| 1   | 4      | Kōsuke Kitajima    | 59.55   |      |
| 2   | 5      | Brenton Rickard    | 59.65   | OC   |
| 3   | 8      | Mark Gangloff      | 1:00.44 |      |
| 4   | 6      | Igor Borysik       | 1:00.55 |      |
| 5   | 7      | Oleg Lisogor       | 1:00.56 |      |
| 6   | 1      | Mihail Aleksandrov | 1:00.61 |      |
| 7   | 3      | Giedrius Titenis   | 1:00.66 |      |
| 8   | 2      | Christian Sprenger | 1:00.76 |      |

### Semifinale 2
| Pos | Corsia | Atleta                | Tempo   | Note |
| --- | ------ | --------------------- | ------- | ---- |
| 1   | 4      | Alexander Dale Oen    | 59.16   | OR   |
| 2   | 5      | Hugues Duboscq        | 59.83   |      |
| 3   | 7      | Brendan Hansen        | 59.94   |      |
| 4   | 6      | Roman Sloudnov        | 1:00.10 |      |
| 5   | 3      | Cameron van der Burgh | 1:00.57 |      |
| 6   | 1      | Yuta Suenaga          | 1:00.67 |      |
| 7   | 8      | Chris Cook            | 1:00.81 |      |
| 8   | 2      | Damir Dugonjič        | 1:00.92 |      |

## Finale
- Lunedì 11 agosto, ore 10:30

| Posizione | Atleta             | Paese       | Tempo    |
| --------- | ------------------ | ----------- | -------- |
|           | Kōsuke Kitajima    | Giappone    | 58"91 WR |
|           | Alexander Dale Oen | Norvegia    | 59"20    |
|           | Hugues Duboscq     | Francia     | 59"37    |
| 4         | Brendan Hansen     | Stati Uniti | 59"57    |
| 5         | Brenton Rickard    | Australia   | 59"74    |
| 6         | Roman Sludnov      | Russia      | 59"87    |
| 7         | Igor Borysik       | Ucraina     | 1'00"20  |
| 8         | Mark Gangloff      | Stati Uniti | 1'00"24  |